# Gave d'Aussau
La gave d'Aussau (Aussau en occità, Ossau en francès) és un riu pirinenc situat al departament francès dels Pirineus Atlàntics, a la regió de Nova Aquitània. Circula a través de la vall d'Aussau, una de les tres valls pirinenques del Bearn.
El terme «gave» designa un curs d'aigua a la zona dels Pirineus occidentals. Es tracta d'un mot d'origen precelta molt utilitzat en aquesta zona, fins al punt que molts cursos fluvials han perdut d'un segle ençà el seu nom originari per esdevenir la gave de...

## Geografia
La gave d'Aussau neix a la població de Gabas quan pren les aigües de dues gaves que baixen de la zona del pic d'Aussau. Després d'un recorregut de 48 km, a Auloron, s'ajunta amb la gave d'Aspa per formar la gave d'Auloron, afluent de l'Ador.

## Principals afluents

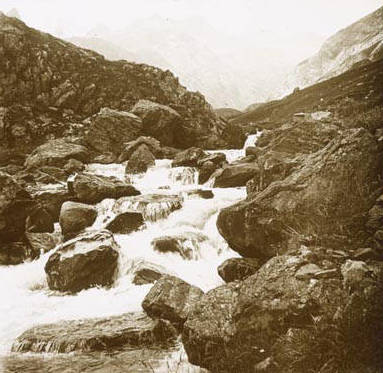
Gave d'Aussau amb el Vinhamala al fons (1921)

(G) Afluent riba esquerra; (D) Afluent riba dreta; (CP) Curs principal, designa una part del curs d'aigua tinguda en compte en el càlcul de la seva llargada.
La gave d'Aussau es forma a Gabas a partir de la confluència de dues gaves que provenen d'un costat i 'altre del pic d'Aussau:
- (CP) la gave de Brosset, provinent del circ d'Àneu, al Portalet (a l'est).
- (G) la gave de Biós, 11,9 km, provinent del Pic d'Astu (a l'oest).

Tot seguit trobem els següents afluents:
- (D) la gave de Sossoéu, 16,2 km, provinent del llac d'Artosta.
- (G) l'Arrec de Gaziès, 5,3 km, provinent del Pic de Gaziès (2 457 m).
- (G) la Gée provinent del Coig Arràs (1 934 m), circula per les gorges de Bitet.
- (G) l'Arrec de Boerzin, 3 km, provinent de la Pène Hourque (1 785 m).
- (D) el Valentin, 14,3 km, provinent de Goreta.
  - (D) el Celin, 3,7 km, provinent de la vall d'Iscoo sota el coll d'Aubisca.
  - (G) la Sorda, 4,8 km, provinent del pic de Ger (2 613 m) i de la Coma d'Aas.
- (G) l'Arriussé / Arriutort, 6,7 km, a Laruntz.
- (D) el Cancèth, 10 km, a Béost, provinent del bosc d'Andreit.
- (D) el Lamai / Arriu de Luzé, 5,1 km, a Aste, provinent del pic de Coos (1 821 m).
- (G) l'Arriu Mage / la Sorda, 9,3 km, a Vièla d'Ibeich
- (G) l'Arriu Bèth, 4,5 km, d'Hondàs a Vilhèras
- (D) la Lau, 4 km
- (G) el Lamison, l'Arrec de Baicaba, l'Arrec de Lacerbelha, riu de la Hracheta, de Lambath, de Pic, de Crampa…
- (D) el Montardet, el Turon, el Termin…
- (D) l'Ascle, 3 km, d'Herrèra.
- (D) l'Arrigaston, 15 km, a Auloron Senta Maria.

## Comunes que travessa
- Arudi
- Asta e Bion
- Biost
- Vièla
- Busiet
- Busi
- Castèth
- Laruntz
- Escot
- Herrèra
- Isesta
- Lobier Jussan
- Lobier Sobiran
- Augeu
- Auloron e Senta Maria
- Pressilhon
- Sevinhac e Meirac